# Chimarra larapinta
Chimarra larapinta là một loài Trichoptera trong họ Philopotamidae. Chúng phân bố ở miền Australasia.